# Mladé Buky
Mladé Buky – gmina w Czechach, w powiecie Trutnov, w kraju hradeckim. Według danych z dnia 1 stycznia 2014 liczyła 2 264 mieszkańców.